# Elena Patroklou
Elena Patroklou em grego Έλενα Πατρόκλου (Nicósia, 1968), foi a representante do Chipre no Festival Eurovisão da Canção no Festival Eurovisão da Canção 1991, com a canção SOS, onde obteve um 9º lugar.